# Revolutionär Sozialistischer Bund/Vierte Internationale
Der Revolutionär Sozialistische Bund/Vierte Internationale (Kurzbezeichnung: RSB) war eine am Trotzkismus orientierte kommunistische Kleinpartei. Sie war zusammen mit ihrer „Schwesterorganisation“ internationale sozialistische linke die deutsche Sektion der Vierten Internationale (Exekutivbüro). Im Dezember 2016 fusionierten die beiden Organisationen zur Internationalen Sozialistischen Organisation (ISO).

## Inhaltliches Profil
Nach seiner Selbstdarstellung hielt der RSB „grundlegende Probleme der Welt – Krieg, Umweltzerstörung, Arbeitslosigkeit, Armut und Hunger – im Rahmen der kapitalistischen Gesellschafts- und Wirtschaftsordnung nicht für lösbar“ und strebte deswegen eine „selbstverwaltete sozialistische Demokratie“ an, die „die Ausbeutung des Menschen durch den Menschen“ beenden solle.
Der RSB sah die SPD als eine „bürgerliche Partei“ an und lehnte es deswegen – anders als z. B. seine Vorgängerorganisation GIM – ab, direkt oder indirekt zur Wahl der SPD aufzurufen. Er trat stattdessen „für den Aufbau einer neuen sozialistischen Arbeiterpartei“ ein, die „nur in den Kämpfen der Arbeiterklasse entstehen“ könne. Anders als seine „Schwesterorganisation“ internationale sozialistische linke unterstützte der RSB auch nicht den Aufbau der Wahlalternative Arbeit und soziale Gerechtigkeit und lehnte die Partei Die Linke ab.
Vom Bundesamt für Verfassungsschutz wurde der RSB 2006 als linksextremistisch eingestuft und beobachtet, 2007 nicht mehr erwähnt. Im Verfassungsschutzbericht 2008 des Landes Brandenburg wird er  als linksextremistisch eingeordnet.
Zusammen mit der Gruppe internationale sozialistische linke (isl) bildete der RSB den deutschen Teil des Vereinigten Sekretariats der Vierten Internationale. Dort gehörte der RSB zum linken Flügel, welcher die Regierungsbeteiligung der Mehrheit der ehemaligen brasilianischen Sektion vehement ablehnte und sich gegen Umgruppierungsprozesse aussprach. Mit der isl befand sich der RSB seit 2014 auch in einem Fusionsprozess, welcher zur Vereinigung der deutschen Sektionen dieser Vierten Internationalen führte.

## Geschichte
Die Partei wurde im November 1994 gegründet. Der Sitz war Mannheim, der RSB verfügte nach eigenen Angaben über 24 Ortsgruppen, vor allem in größeren Städten und in 11 von 16 Bundesländern Deutschlands. In Jena und Wuppertal gab es außerdem jeweils eine dem RSB nahestehende Hochschulgruppe.
Die Aktivitäten des RSB lagen hauptsächlich im außerparlamentarischen Raum, beispielsweise politische und gewerkschaftliche Arbeit in Betrieben und politische Kampagnen in der Öffentlichkeit, wozu  v. a. die monatlich erscheinende Zeitung Avanti und mehrere Betriebszeitungen dienten. Auch in der Ökologiebewegung lag ein Arbeitsschwerpunkt der Gruppe.
Der RSB war als Partei nach dem Parteiengesetz der Bundesrepublik Deutschland beim Bundeswahlleiter registriert. Bei der Landtagswahl in Baden-Württemberg 2001 stellte der RSB einen Direktkandidaten in Mannheim auf, ebenso 2006. Bei der Landtagswahl 2011 trat der RSB in beiden Mannheimer Wahlkreisen an. 104 Wähler gaben ihm ihre Stimme.

### Vorgänger
Der RSB war eine der beiden Organisationen, die aus der Strömung der Mitglieder der Vierten Internationale in der Vereinigten Sozialistischen Partei (VSP) hervorgegangen sind und sich somit in der Tradition der Gruppe Internationale Marxisten (GIM) (1969–1986), der Internationalen Kommunisten Deutschlands (IKD) (1933–1951) und der Linken Opposition der KPD (Bolschewiki-Leninisten) (1929–1933) sahen. Der RSB zählte sich zur trotzkistischen Richtung.